# Rosa Chumbe
Rosa Chumbe é um filme de drama peruano de 2017 dirigido e escrito por Jonatan Relayze. Foi selecionado como representante de seu país ao Oscar de melhor filme estrangeiro em 2018.

## Elenco
- Liliana Trujillo - Rosa Chumbe
- Cindy Díaz - Sheyla